# Hệ phương trình tuyến tính

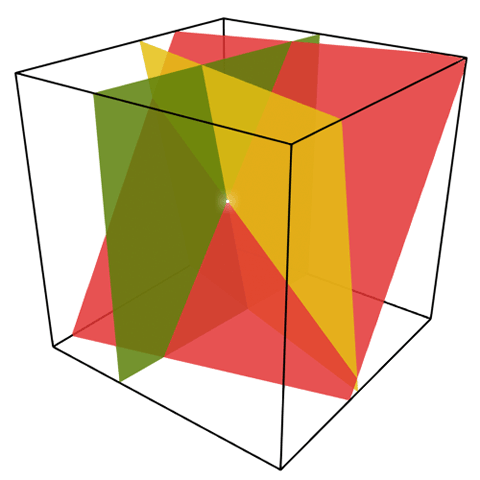
Một hệ phương trình tuyến tính ba ẩn có thể được xem là tập hợp các mặt phẳng giao nhau. Giao điểm là nghiệm của hệ.

Trong toán học (cụ thể là trong đại số tuyến tính), một hệ phương trình đại số tuyến tính hay đơn giản là hệ phương trình tuyến tính là một tập hợp các phương trình tuyến tính với cùng những biến số. Ví dụ:
{\displaystyle {\begin{alignedat}{7}3x&&\;+\;&&2y&&\;-\;&&z&&\;=\;&&1&\\2x&&\;-\;&&2y&&\;+\;&&4z&&\;=\;&&-2&\\-x&&\;+\;&&{\tfrac {1}{2}}y&&\;-\;&&z&&\;=\;&&0&\end{alignedat}}}
là hệ gồm ba phương trình với ba biến số {\displaystyle x}, {\displaystyle y}, {\displaystyle z}. Một nghiệm của hệ là một hệ thống tuyến tính thỏa mãn các phương trình đã cho. Một nghiệm của hệ trên là 
{\displaystyle {\begin{alignedat}{2}x&=&1\\y&=&-2\\z&=&-2\end{alignedat}}}
nó làm cho ba phương trình ban đầu thỏa mãn.

## Ví dụ cơ bản
Một dạng phương trình tuyến tính đơn giản nhất là hệ gồm hai phương trình với hai ẩn:
{\displaystyle {\begin{alignedat}{5}2x&&\;+\;&&3y&&\;=\;&&6&\\4x&&\;+\;&&9y&&\;=\;&&15&.\end{alignedat}}}
Một phương pháp giải cho hệ trên là phương pháp thế. Trước hết, biến đổi phương trình đầu tiên để được phương trình tính ẩn {\displaystyle x} theo {\displaystyle y}:
{\displaystyle x=3-{\frac {3}{2}}y.}
Sau đó thế hệ thức này vào phương trình dưới:
{\displaystyle 4\left(3-{\frac {3}{2}}y\right)+9y=15.}
Ta được một phương trình bật nhất theo {\displaystyle y}. Giải ra, ta được {\displaystyle y=1}, và tính lại {\displaystyle x} được {\displaystyle x=3/2}.

## Hình thức tổng quát
Hệ phương trình trên có thể được viết theo dạng phương trình ma trận:
Ax=b
Với A là ma trận chứa các hệ số ai, j (ai, j là phần tử ở hàng thứ i, cột thứ j của A); x là vector chứa các biến xj; b là vector chứa các hằng số bi. Tức là:
{\displaystyle {\begin{bmatrix}a_{1,1}&a_{1,2}&\cdots &a_{1,k}\\a_{2,1}&a_{2,2}&\cdots &a_{2,k}\\\vdots &\vdots &\ddots &\vdots \\a_{n,1}&a_{n,2}&\cdots &a_{n,k}\end{bmatrix}}{\begin{bmatrix}x_{1}\\x_{2}\\\vdots \\x_{k}\end{bmatrix}}={\begin{bmatrix}b_{1}\\b_{2}\\\vdots \\b_{n}\end{bmatrix}}}
Nếu các biến số của hệ phương trình tuyến tính nằm trong các trường đại số vô hạn (ví dụ số thực hay số phức), thì chỉ có ba trường hợp xảy ra:
- hệ không có nghiệm (vô nghiệm)
- hệ có duy nhất một nghiệm
- hệ có vô số nghiệm

Hệ phương trình tuyến tính có thể thấy trong nhiều ứng dụng trong khoa học.

## Điều kiện có nghiệm trong trường hợp tổng quát
Trong trường hợp tổng quát, ta xét các ma trận hệ số A và ma trận hệ số bổ sung thêm cột các số hạng ở vế phải A' .
{\displaystyle A={\begin{bmatrix}a_{1,1}&a_{1,2}&\cdots &a_{1,k}\\a_{2,1}&a_{2,2}&\cdots &a_{2,k}\\\cdot &\cdot &\cdots &\cdot \\a_{n,1}&a_{n,2}&\cdots &a_{n,k}\end{bmatrix}}};  {\displaystyle A'={\begin{bmatrix}a_{1,1}&a_{1,2}&\cdots &a_{1,k}&b_{1}\\a_{2,1}&a_{2,2}&\cdots &a_{2,k}&b_{2}\\\cdot &\cdot &\cdot &\cdot &\cdot \\a_{n,1}&a_{n,2}&\cdots &a_{n,k}&b_{n}\end{bmatrix}}}
Khi đó hệ có nghiệm khi và chỉ khi hạng của hai ma trận này bằng nhau.
{\displaystyle rank(A)=rank(A')=r}.
Chi tiết hơn ta có:
1. Nếu {\displaystyle r=ran(A)<ran(A')} thì hệ vô nghiệm
2. Nếu {\displaystyle ran(A)=ran(A')=r} hệ có nghiệm và
  1. Nếu {\displaystyle rank(A)=rank(A')=r=k} hệ có nghiệm duy nhất
  2. Nếu {\displaystyle rank(A)=rank(A')=r<k} hệ có vô số nghiệm phụ thuộc vào k-r ẩn tự do.

(không xảy ra trường hợp {\displaystyle r=rank(A)>rank(A')} hay {\displaystyle r=rank(A)>n})
- Ví dụ:
  - Hệ

{\displaystyle \left\{{\begin{matrix}x&+&y&=&2\\x&-&y&=&0\\x&-&3y&=&-2\\\end{matrix}}\right.} có nghiệm duy nhất {\displaystyle \left\{{\begin{matrix}x&=&1\\y&=&1\\\end{matrix}}\right.};
- - Hệ

{\displaystyle \left\{{\begin{matrix}x&+&y&+&2z&=&3\\\;&\;&y&-&z&=&5\\\end{matrix}}\right.}
có vô số nghiệm phụ thuộc một ẩn tự do z:
{\displaystyle \left\{{\begin{matrix}x&=&-2&-&3z\\y&=&5&+&z\\z&\in &\mathbb {R} \\\end{matrix}}\right.}
- - Hệ

{\displaystyle \left\{{\begin{matrix}x&+&y&=&2\\x&-&y&=&0\\x&-&3y&=&3\\\end{matrix}}\right.}
vô nghiệm.

## Các trường hợp đặc biệt
- Nếu k bằng n, và ma trận A là khả nghịch (hay định thức của ma trận A khác không) thì hệ có nghiệm duy nhất:

x = A−1 b
với A−1 là ma trận nghịch đảo của A.
- Nếu b=0 (mọi bi bằng 0), hệ được gọi là hệ thuần nhất. Tập tất cả các nghiệm của một hệ phương trình thuần nhất lập thành một không gian vecter con của {\displaystyle \mathbb {R} ^{n}}, nó được gọi là hạt nhân của ma trận A, viết là Ker(A).(Cũng là hạt nhân của phép biến đổi tuyến tính xác định bởi ma trận A). Nếu hệ phương trình tuyến tính thuần nhất có k=n và ma trận A khả nghịch thì nó có nghiệm duy nhất là nghiệm không.

## Các phương pháp giải
Dưới đây liệt kê vài phương pháp tìm nghiệm của hệ phương trình tuyến tính:
- Phép khử Gauss
- Phép phân rã Cholesky
- Phép đệ quy Levinson
- Phép đệ quy Schur
- Phép phân rã giá trị dị thường